# Can Galant
Can Galant és una casa d'Amer (Selva) inclosa a l'Inventari del Patrimoni Arquitectònic de Catalunya.

## Descripció
Immoble de dues plantes, entre mitgeres, cobert amb una teulada d'una sola aigua de vessant a façana. Està ubicat al costat dret del carrer Migdia.
La façana principal, que dona al carrer Migdia, està estructurada internament en dues crugies. La planta baixa consta de dues obertures rectangulars, a destacar especialment el portal d'accés equipat amb llinda monolítica i muntants de pedra ben treballats i escairats. Tant la llinda con els muntants tenen com a matèria primera la pedra sorrenca.
En el primer pis trobem dues obertures rectangulars, les quals han estat projectades com a balconades amb les seves respectives baranes de ferro forjat. Unes baranes, per cert, que actuarien més com a ampit, ja que no sobresurten gens del pla horitzontal de la façana. Pel que fa al treball de la forja aplicat a les baranes/ampits no hi ha res a dir, simplement doncs perquè no hi ha res. Es tracta d'unes baranes o ampits completament despullades de qualsevol ornament.
Tanca la façana en la part superior un ràfec prominent constituït per llates de fusta.

## Història
L'immoble que podem contemplar avui dia és fruit d'una reconstrucció i restauració integral que va tenir lloc entre finals del segle XX i principis d'aquest segle aproximadament.
La façana de l'edifici original era de pedra vista, composta per pedres fragmentades i còdols de riu manipulats a cop de martell i lligades amb morter de calç. Actualment la façana està completament arrebossada i pintada.
El portal d'accés i la resta d'obertures han estat sensiblement modificats. En el primer pis, on ara hi ha les dues obertures projectades com a balconeres, en origen hi havia una obertura rectangular i una gran obertura semicircular.
El carrer Migdia, on trobem inscrit Can Galant, pertany a un dels barris més importants d'Amer com és El Pedreguet. Es tracta d'un barri emblemàtic que té en el carrer Girona un dels seus màxims exponents, com així ho acredita el fet de ser una de les principals artèries del nucli des de l'edat mitjana, com també ser l'eix vertebrador del barri.